# Établissements d'enseignement supérieur du Maharashtra
Cet article présente une liste non exhaustive des établissements d’enseignement supérieur dans l'état du Maharashtra en Inde.
| Université                                               | Lieu        | Type     | Fondation    | Spécialisation                    | Sources |
| -------------------------------------------------------- | ----------- | -------- | ------------ | --------------------------------- | ------- |
| Bharati Vidyapeeth                                       | Pune        | Reconnue | 1964 (1996)† | Générale                          | [ 1 ]   |
| Central Institute of Fisheries Education                 | Mumbai      | Reconnue | 1961 (1989)† | Halieutique                       | [ 2 ]   |
| D. Y. Patil Education Society                            | Kolhapur    | Reconnue | 1987 (2005)† | Médecine                          | [ 3 ]   |
| Datta Meghe Institute of Medical Sciences                | Wardha      | Reconnue | 1950 (2005)† | Sciences biomédicales             | [ 4 ]   |
| Deccan College Post-Graduate and Research Institute      | Pune        | Reconnue | 1821 (1990)† | Archeologie, Linguistique         | [ 5 ]   |
| Defence Institute of Advanced Technology                 | Pune        | Reconnue | 1952 (2000)† | Technologies militaires           | [ 6 ]   |
| Dr. Babasaheb Ambedkar Marathwada University             | Aurangabad  | d'État   | 1958         | Générale                          | [ 7 ]   |
| Dr. Babasaheb Ambedkar Technological University          | Lonere      | d'État   | 1989         | Technology                        | [ 8 ]   |
| Dr. Balasaheb Sawant Konkan Krishi Vidyapeeth            | Dapoli      | d'État   | 1972         | Agriculture                       | [ 9 ]   |
| Dr. D. Y. Patil Vidyapeeth                               | Pune        | Reconnue | 1996 (2003)† | Sciences biomédicales             | [ 10 ]  |
| Dr. Panjabrao Deshmukh Krishi Vidyapeeth                 | Akola       | d'État   | 1969         | Agriculture                       | [ 11 ]  |
| Gokhale Institute of Politics and Economics              | Pune        | Reconnue | 1930 (1993)† | Sciences économiques              | [ 12 ]  |
| Homi Bhabha National Institute                           | Mumbai      | Reconnue | 2005         | Science, technologie              | [ 13 ]  |
| Indira Gandhi Institute of Development Research          | Mumbai      | Reconnue | 1987 (1995)† | Sciences économiques              | [ 14 ]  |
| Institute of Chemical Technology                         | Mumbai      | Reconnue | 1933 (2008)† | Génie chimique                    | [ 15 ]  |
| International Institute for Population Sciences          | Mumbai      | Reconnue | 1956 (1985)† | Démographie                       | [ 16 ]  |
| Kavi Kulguru Kalidas Sanskrit Vishwavidyalaya            | Nagpur      | d'État   | 1999         | Sanskrit                          | [ 17 ]  |
| Krishna Institute of Medical Sciences                    | Satara      | Reconnue | 1982 (2005)† | Sciences biomédicales             | [ 18 ]  |
| Maharashtra Animal and Fishery Sciences University       | Nagpur      | d'État   | 2002         | Médecine vétérinaire, Halieutique | [ 19 ]  |
| Maharashtra University of Health Sciences                | Nashik      | d'État   | 2000         | Sciences biomédicales             | [ 20 ]  |
| Mahatma Gandhi Antarrashtriya Hindi Vishwavidyalaya      | Wardha      | Centrale | 1997         | Hindi                             | [ 21 ]  |
| Mahatma Phule Krishi Vidyapeeth                          | Rahuri      | d'État   | 1968         | Agriculture                       | [ 22 ]  |
| Marathwada Agricultural University                       | Parbhani    | d'État   | 1983         | Agriculture                       | [ 23 ]  |
| MGM Institute of Health Sciences                         | Navi Mumbai | Reconnue | 1982 (2006)† | Sciences biomédicales             | [ 24 ]  |
| Narsee Monjee Institute of Management Studies            | Mumbai      | Reconnue | 1981 (2003)† | Business management               | [ 25 ]  |
| North Maharashtra University                             | Jalgaon     | d'État   | 1991         | Générale                          | [ 26 ]  |
| Padmashree Dr. D. Y. Patil Vidyapeeth                    | Navi Mumbai | Reconnue | 2002†        | Générale                          | [ 27 ]  |
| Pravara Institute of Medical Sciences                    | Ahmednagar  | Reconnue | 1976 (2003)† | Sciences biomédicales             | [ 28 ]  |
| Rashtrasant Tukadoji Maharaj Nagpur University           | Nagpur      | d'État   | 1923         | Générale                          | [ 29 ]  |
| Sant Gadge Baba Amravati University                      | Amravati    | d'État   | 1983         | Générale                          | [ 30 ]  |
| Shivaji University                                       | Kolhapur    | d'État   | 1962         | Générale                          | [ 31 ]  |
| Shreemati Nathibai Damodar Thackersey Women's University | Mumbai      | d'État   | 1916 (1951)† | Université pour femmes            | [ 32 ]  |
| Solapur University                                       | Solapur     | d'État   | 2004         | Générale                          | [ 33 ]  |
| Swami Ramanand Teerth Marathwada University              | Nanded      | d'État   | 1995         | Générale                          | [ 34 ]  |
| Symbiosis International University                       | Pune        | Reconnue | 1971 (2002)† | Générale                          | [ 35 ]  |
| Tata Institute of Fundamental Research                   | Mumbai      | Reconnue | 1945 (2002)† | Recherche fondamentale            | [ 36 ]  |
| Tata Institute of Social Sciences                        | Mumbai      | Reconnue | 1936 (1964)† | Sciences sociales                 | [ 37 ]  |
| Tilak Maharashtra University                             | Pune        | Reconnue | 1921         | Générale                          | [ 38 ]  |
| University of Mumbai                                     | Mumbai      | d'État   | 1857         | Générale                          | [ 39 ]  |
| University of Pune                                       | Pune        | d'État   | 1949         | Générale                          | [ 40 ]  |
| Yashwantrao Chavan Maharashtra Open University           | Nashik      | d'État   | 1990         | FOAD                              | [ 41 ]  |

† statut de reconnaissance comme université